# 3.7 cm KwK 36

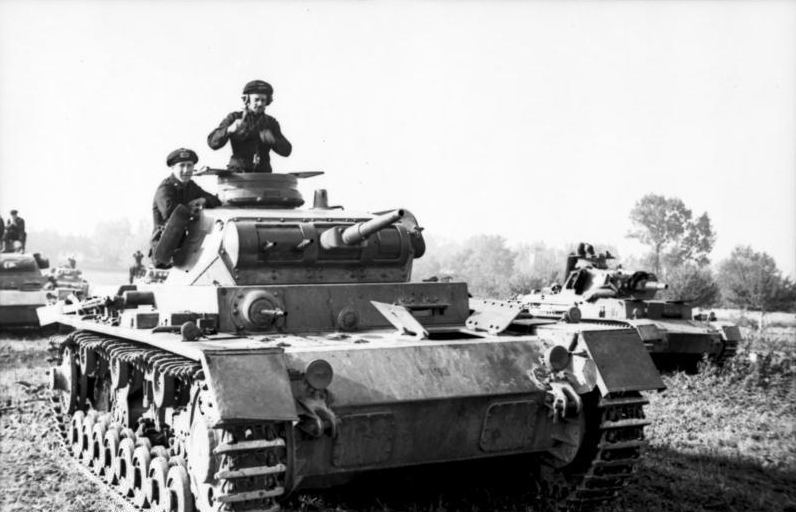
Pháo 3.7 cm KwK 36 L/45 lắp trên Panzer III

3.7 cm KwK 36 L/45(3.7 cm Kampfwagenkanone 36 L/45) là tên một loại pháo có cỡ nòng 3.7 cm của Đức Quốc Xã được dùng với khá nhiều loại biến thể và được dùng chính trong tăng Panzer III. Nó cũng được lắp vào các xe thiết giáp khác, hoạt động trong thế chiến II.
Phiên bản 3.7 cm KwK 36 L/45 được chế tạo từ pháo chống tăng hạng nhẹ 3.7 cm PaK 36.

## Các loại đạn sử dụng
- PzGr.39 (đạn xuyên giáp)
- PzGr.40 (đạn xuyên giáp với hỗn hợp trong có cấu tạo cứng)
- 3.7 cm Sprgr.Patr.34 (đạn nổ-HE)

## Các loại xe thiết giáp sử dụng
- SdKfz.141 Panzerkampfwagen III Ausf. A
- SdKfz.141 Panzerkampfwagen III Ausf. D
- SdKfz.141 Panzerkampfwagen III Ausf. F